# 比什金河 (蘇拉河支流)
比什金河（烏克蘭語：Бишкінь），是烏克蘭的河流，位於該國東北部，屬於蘇拉河的支流，發源自蘇利米西北面，流經蘇梅州，河口處在拉科瓦西奇以南，河道全長38公里，流域面積207平方公里。